# David Anthony Higgins
David Anthony Higgins (Des Moines, Iowa, 9 december 1961) is een Amerikaanse acteur van voornamelijk komische rollen.
Higgins is wellicht het meest bekend voor de personages Craig Feldspar in de sitcom Malcolm in the Middle en Joe Farrell in Ellen. Ook speelde hij het personage ‘Mr. Bitters’ in de Nickelodeon-serie Big time rush. Naast acteren is Higgins ook scenarist en schreef hij in 1997 met Jay Kogen en Dave Foley het scenario van de film The Wrong Guy.

## Filmografie
Acteur
- 1987: Hiding Out
- 1988: Tapeheads
- 1995: Payback
- 1995: Coldblooded
- 1997: The Wrong Guy
- 1998: Snake Eyes
- 2004: Three Blind Mice
- 2009: True Jackson, VP
- 2009-2013: Big time rush

Producer
- 1997: The Wrong Guy

Scenarist
- 1997: The Wrong Guy